# جلبان مشعر
الجلبان المشعر أو جلبان أو سعيدة (باللاتينية: Lathyrus hirsutus) نوع نباتي من جنس الجلبان ينتمي إلى الفصيلة البقولية.

## الموئل والانتشار
موطنه بلاد الشام ومصر والمغرب العربي وحوض البحر الأبيض المتوسط والقوقاز.